# Vintere
Vintere – wieś w Rumunii, w okręgu Bihor, w gminie Holod. W 2011 roku liczyła 728 mieszkańców.